# AliKeN
AliKeN – amerykański projekt solowy Jessego Leacha, wokalisty znanego niegdyś z zespołów Killswitch Engage (1999–2002), Seemlees (2003–2009) oraz obecnie z formacji The Empire Shall Fall (od 2008).

## Historia
W marcu 2010 roku Jesse Leach zaprezentował oficjalnie swój autorski i solowy projekt pod nazwą AliKeN. Na stronie w serwisie MySpace opublikował on dziewięć utworów demo stworzonych w nurcie ambient, downtempo i trip hop. Poinformował przy tym, iż planuje wydanie solowego albumu studyjnego, przewidywalnie w latach 2010–2011.